# Landesverein für Höhlenkunde in der Steiermark
Der Landesverein für Höhlenkunde in der Steiermark widmet sich als höhlenkundlicher Verein der wissenschaftlichen Erforschung von Höhlen mit Schwerpunkt Mittelsteiermark und östliche Obersteiermark.

## Vorgängervereine
Im Herbst 1907 wurde eine Vereinigung steirischer, niederösterreichischer und mährischer Höhlenforscher und Freunde der Höhlenforschung unter dem Namen „Verein für Höhlenkunde“ mit Sitz in Graz und Wirkungsbereich in ganz Österreich gegründet. Ab 1909 entstanden zahlreiche Sektionen (Salzburg, Oberösterreich, Niederösterreich usw.), die sich in weiterer Folge selbständig machten. Da in der Zwischenzeit der Verband Deutscher Höhlenforscher gegründet worden war, bestand nun kein Bedarf für einen gesamtösterreichischen Verein und der Verein für Höhlenkunde in Österreich wurde 1922 aufgelöst und als selbständiger Verein für Höhlenkunde mit Sitz in Graz weitergeführt.  Die endgültige Auflösung erfolgte 1924.

## Geschichte
Der Landesverein für Höhlenkunde in der Steiermark wurde 1933 unter der Initiative des Höhlenforschungspioniers Johann Gangl als Nachfolgeverein der seit 1890 bestehenden Grazer Höhlenvereine gegründet. Als katasterführender Höhlenverein betreute er die gesamte Steiermark. Nach 1945 wurden in Gebieten, in denen keine Forschung betrieben werden konnte, Sektionen gegründet, denen teilweise auch die Katasterführung übertragen wurde. Trotz der Gründung von Sektionen, welche sich später selbständig gemacht haben, und weiteren regionalen Vereinen gelang es, den Kataster und die Dokumentation der steirischen Höhlen beim Landesverein zu belassen. Derzeit werden über 3.000 Höhlen im Kataster geführt.

## Vereinsziele
- Der Zusammenschluss aller an der Höhlen- und Karstkunde und an der Höhlenforschung interessierten Personen
- Die wissenschaftliche Bearbeitung und Auswertung der Höhlen- und Karsterscheinungen und deren Vermittlung, die Führung einer Fachbibliothek und die Herausgabe einer Zeitschrift
- Das Sammeln und Archivieren aller höhlenkundlichen Unterlagen
- Die Führung des steirischen Höhlenkatasters
- Erfüllung von Aufgaben im Sinne eines umfassenden Natur- und Umweltschutzes, insbesondere im Bereich der Höhlen- und Karsterscheinungen
- Öffentlichkeitsarbeit und Durchführung von Lehr- und Schulungsaufgaben im Rahmen der Erwachsenenbildung und der schulischen und außerschulischen Jugenderziehung und die Hebung des Fachwissens auf dem Gebiet der Karst- und Höhlenkunde und des Umweltbewusstseins

## Tätigkeit
Neben der aktiven Höhlenforschung und der Führung des Höhlenkatasters wird auch ein umfangreiches Archiv mit historischen Fotos und Dokumenten sowie eine umfangreiche Fachbibliothek mit Büchern und Zeitschriften in- und ausländischer Vereine mit geologischen, archäologischen und speläologischen Titeln gepflegt.
Schon bei der Gründung des Vereins kristallisierten sich das Hochschwabgebiet und der Grazer Raum mit der Lurgrotte als Forschungsschwerpunkte heraus. Die erste vollständige Durchquerung der Lurgrotte konnte 1935 von Vereinsmitgliedern durchgeführt werden. In den 1970er und 1980er Jahren lag der Forschungsschwerpunkt im Frauenmauer-Langstein-Höhlensystem. Derzeit werden vor allem die Höhlen des „Mittelsteirischen Karstes“ bearbeitet, insbesondere eine Neuvermessung der Lurgrotte in Zusammenarbeit mit weiteren Höhlenvereinen (Verein für Höhlenkunde Höhlenbären). Die Forschungsergebnisse werden in den jährlich erscheinenden „Mitteilungen des Landesvereines für Höhlenkunde in der Steiermark“ veröffentlicht.
Neben der Höhlenforschung wird in Zusammenarbeit mit dem Verein BatLife Österreich und dem Universalmuseum Joanneum im Rahmen des seit über 40 Jahren bestehenden Projektes „Fledermauskundliche Bestandsaufnahme im Mittelsteirischen Karst“ ein jährliches Fledermausmonitoring durchgeführt.